# ایگور موروزوف
ایگور موروزوف (انگلیسی: Igor Morozov؛ زادهٔ ۲۷ مهٔ ۱۹۸۹) بازیکن فوتبال اهل استونی است.
از باشگاه‌هایی که در آن بازی کرده‌است می‌توان به باشگاه فوتبال پولونیا ورشو، باشگاه فوتبال لوادیا تالین، باشگاه فوتبال دینامو بخارست و باشگاه فوتبال دبرتسنی اشاره کرد.
وی همچنین در تیم ملی فوتبال استونی بازی کرده‌است.